# Park Seong-su
Park Seong-su (sinh ngày 12 tháng 5 năm 1996) là một cầu thủ bóng đá người Hàn Quốc. Anh thi đấu cho Ehime FC.

## Sự nghiệp
Park Seong-su gia nhập câu lạc bộ tại J2 League Ehime FC năm 2015.

## Thống kê câu lạc bộ
Cập nhật đến ngày 20 tháng 2 năm 2017.
| Thành tích câu lạc bộ | Thành tích câu lạc bộ | Thành tích câu lạc bộ | Giải vô địch | Giải vô địch | Cúp                   | Cúp                   | Tổng cộng | Tổng cộng |
| Mùa giải              | Câu lạc bộ            | Giải vô địch          | Số trận      | Bàn thắng    | Số trận               | Bàn thắng             | Số trận   | Bàn thắng |
| Nhật Bản              | Nhật Bản              | Nhật Bản              | Giải vô địch | Giải vô địch | Cúp Hoàng đế Nhật Bản | Cúp Hoàng đế Nhật Bản | Tổng cộng | Tổng cộng |
| --------------------- | --------------------- | --------------------- | ------------ | ------------ | --------------------- | --------------------- | --------- | --------- |
| 2015                  | Ehime FC              | J2 League             | 0            | 0            | 0                     | 0                     | 0         | 0         |
| 2016                  | Ehime FC              | J2 League             | 0            | 0            | 0                     | 0                     | 0         | 0         |
| Tổng                  | Tổng                  | Tổng                  | 0            | 0            | 0                     | 0                     | 0         | 0         |